# Ignacio García May
Ignacio García May (Madrid, 1965) es un dramaturgo español.

## Trayectoria profesional
Ignacio García May estudió Interpretación en la Real Escuela Superior de Arte Dramático (RESAD), ingresando en ella en 1984, mismo año en el que comenzó de manera paralela, siendo más o menos consciente de ello, su carrera como dramaturgo. Y es que fue ese año cuando escribió su primera obra: Alesio, una comedia de tiempos pasados o bululú y medio. En ella se ve su admiración temprana por el Siglo de Oro español, puesto que es discípulo de José Estruch y de él hereda su veneración a los clásicos. Fue galardonada con el premio Tirso de Molina en 1986 y estrenada en el Teatro María Guerrero en 1987 con escenografía de Josef Svoboda y dirigida por Pere Planella. En el escenario, lo acompañaban aquellos que recorrieron con él el viaje de estudiante por la RESAD. 
A día de hoy, Ignacio García May, sigue cultivando de manera profesional el panorama teatral de nuestro siglo tanto con obras originales, como versiones y adaptaciones. Entre las cuales seguimos viendo esa veneración a los clásicos, sobre todo a Shakespeare e Ibsen: Hamlet, fue dirigida por él mismo y estrenada en Los Veranos de la Villa. El dios tortuga, Operación ópera, dirigida por Juan Antonio Vizcaíno, Los vivos y los muertos dirigida por Eduardo Vasco, Drácula en el Teatro Valle-Inclán, Ibsen tras el cristal, La ola en el Teatro Valle-Inclán y Sofía (monólogo) en el Teatro Español. También publica textos teatrales como Serie B y su colección Teatro de la Conspiración.
Es profesor de Prácticas de Escritura desde 1990 de la RESAD, de la que también fue director. Impartiendo sus enseñanzas a partir del modelo dramatúrgico de "El viaje del Héroe". Colabora en periódicos como "El Cultural", donde escribe artículos con frecuencia, y es entrevistado frecuentemente por "El Público".
Actualmente, y quién sabe si desde su súbito comienzo, escribe para ser crítico con la "realidad" que nos venden como real. Para cuestionar investigando sobre claves existenciales como el tiempo (Los años perdidos), el orden del mundo, la Creación, el caos (Esencia)... Llegando a tambalear nuestro logos tal y como lo tenemos acostumbrado a pensar (moverle el suelo al público, como él mismo dice en sus clases).